# Auric Goldfinger
Auric Goldfinger é uma personagem e principal antagonista do agente secreto James Bond no livro e filme 007 contra Goldfinger, criada pelo escritor britânico Ian Fleming.
Seu primeiro nome, Auric, é um adjetivo para ouro em inglês, derivativa da palavra em latim "aurium". Fleming escolheu esse nome como uma homenagem às avessas ao arquiteto húngaro Ernő Goldfinger, que construiu uma casa vizinha à sua em Hampstead, que causou desgosto ao escritor pelo estilo e pela destruição do terraço vitoriano existente, fazendo com que ele resolvesse nomear um grande vilão com seu nome. A persona de Goldfinger, teria sido baseada no magnata da mineração de ouro Charles Engelhard Jr.
No cinema, a personagem foi vivido pelo ator alemão Gert Fröbe, que, por causa do forte sotaque, foi dublado pelo ator Michael Collins. Na versão alemã, Fröbe dublou a si mesmo.

## Características
Goldfinger é um maníaco obssessivo obstinado em aumentar seu grande estoque pessoal de ouro por qualquer meio necessário. Suas atividades criminosas são escondidas atrás da fachada de uma grande empresa de importação e exportação. Vive de subornos e fraudes e sente-se mais feliz quando tira dinheiro ilegalmente de alguém. Uma grande mente criminosa, seu objetivo é contaminar com radiação as reservas de ouro dos Estados Unidos em Fort Knox, de maneira a mantê-las inacessíveis por 58 anos, e assim aumentar enormente o preço do ouro no mercado internacional pela falta do metal precioso e consequentemente o valor de suas próprias reservas.
Uma característica interessante sobre Auric Goldfinger é de que ele foi o primeiro vilão da franquia 007, a não ter qualquer tipo de conexão com a SPECTRE. O plano dele de destruir o Forte Knox e contaminar com radiotividade todas as reservas de ouro do ocidente, foi uma concepção pessoal própria e particular de Goldfinger. A temida organização criminosa liderada por Ernest Stavro Blofeld nada teve a ver com esta operação diabólica.

## No filme
Goldfinger é um contrabandista de ouro, que esconde suas atividades por trás de várias empresas e propriedade espalhadas pelo mundo, sendo a principal delas a Auric Enterprises AG, o quartel general de suas operações ilegais. No começo do filme, ele aparece jogando cartas numa piscina com um adversário e vai vencendo seguidamente no jogo ajudado por Jill Masterson, uma capanga loira que lê com um binóculo e transmite através do rádio as cartas de suas vítimas, fazendo com que o patrão sempre vença o jogo. Pega no ato por James Bond, Jill acaba se divertindo com 007, que ridiculariza o golpe do milionário pelo rádio e o faz perder. A traição de Jill lhe custará a morte, ordenada por Goldfinger a seu capanga coreano Oddjob, que a mata cobrindo-a de tinta dourada causando sufocamento epidérmico. Em outra cena do filme, Goldfinger, depois de convidar Bond, que se apresenta como um investidor, para jogar golfe, é novamente derrotado pelo espião que usa dos mesmos truques sujos do milionários para derrotá-lo.
Depois de escapar de uma armadilha mortal do vilão em sua fábrica, quando consegue se soltar de uma mesa onde ia ser cortado ao meio por um feixe de raios laser, Bond parte atrás de Goldfinger mas é dominado, preso e levado para sua propriedade no Kentucky, onde fica aos cuidados da principal capanga do milionário, a piloto dona de uma empresa de aviões de shows aéreos, The Flying Circus, onde todos os pilotos são mulheres, e lutadora de judô, Pussy Galore.
Depois de ver seu plano contra Fort Knox fracassar pela traição de Galore, que seduzida por Bond avisa a CIA e o exército, e 007 desarmar o artefato atômico colocado dentro do cofre da fortaleza, Goldfinger escapa disfarçado de militar. Bond é convidado a ir a Washington D.C. encontrar o presidente que queria cumprimentá-lo pelo sucesso, mas ao entrar no jato particular que deveria levá-lo até lá, vê que o avião foi sequestrado por Goldfinger, que obrigou Pussy a pilotá-lo, com a intenção de fugir para Cuba. Na luta que se segue entre os dois dentro do avião, a arma de ouro de Goldfinger dispara e causa a quebra do vidro de uma das janelas, por onde o lunático é sugado para o exterior depois da queda de pressão na cabine, da qual Bond sobrevive.

## Repercussão
Em 2003, o American Film Institute elegeu Auric Goldfinger o 49º maior vilão dos últimos 100 anos do cinema. Numa pesquisa do site de cinema Imdb, ele foi eleito o maior de todos os vilões de James Bond, à frente de grandes antagonistas como Ernst Stavro Blofeld, Dr. No, Max Zorin e Emilio Largo.
O filme foi banido de Israel, em seu lançamento, depois de revelado que Fröbe foi um membro do Partido Nazista durante a II Guerra Mundial. Este banimento, entretanto, foi levantado anos depois, quando uma família judia publicamente agradeceu a Fröbe por protegê-los da perseguição nazista durante a guerra.